# Corucão
O corucão (Chordeiles nacunda) é uma ave caprimulgiforme da família dos caprimulgídeos, que habita os cerrados da Venezuela e Colômbia até a Bolívia e Argentina, bem como todo o Brasil. Tais aves chegam a medir até 29,5 cm de comprimento e 71 cm de envergadura, possuindo ainda uma plumagem marrom-escura com branco na garganta, ventre e asas. 

## Nomes populares
Também são conhecidas pelos nomes de sebastião, tabaco-bom e tiom-tiom. [carece de fontes?]
O nome corucão foi selecionado como nome vernáculo técnico para a espécie Podager nacunda pelo Comitê Brasileiro de Registros Ornitológicos (CBRO) em 2021.

## Taxonomia
A espécie foi anteriormente colocada no gênero monotípico Podager, mas foi reclassificada no gênero Chordeiles em 2011. O antigo nome genérico podager origina-se do latim que significa "um homem que sofre de gota" e reflete a maneira estranha de andar dessa ave. O nome específico nacunda é derivado da palavra guarani para "boca grande".

### Subespécies
São reconhecidas duas subespécies:
- Chordeiles nacunda nacunda, corucão-grande (Vieillot, 1817) - ocorre no leste do Peru e no Brasil, do sul do Amazonas até o Paraguai e na região central da Argentina;
- Chordeiles nacunda minor, corucão-pequeno (Cory, 1915) - ocorre da Colômbia até a Venezuela; na Ilha de Trindade; nas Guianas e no norte do Brasil.

## Descrição
O corucão não é apenas o maior dos bacuraus do Neotrópico, é uma das maiores espécies de bacurau do mundo. Seu comprimento, de 27.5 a 32 centímetros, é um pouco menos do que o noitibó-orelhudo (Lyncornis macrotis), que normalmente é considerado a maior espécie da família, mas o corucão pode, na verdade, pesar um pouco mais em média. Medidas de seis espécimes de corucão encontraram uma média de 159 gramas de massa corporal, com intervalo de 130 a 188 gramas. Seu tamanho muito grande, cabeça grande e corpo pálido com primários pretos altamente contrastantes tornam o corucão fácil de identificar.
Esta espécie se destaca por seus hábitos parcialmente diurnos. Embora seja um forrageador aéreo capaz, o corucão passa uma quantidade considerável de tempo no solo; tem tarsos notavelmente longos para um noitibó e é mais provável do que outras espécies serem vistos em pé no chão, em vez de repousar na superfície.

## Ligaçôes externas
- Foto de corucão